# WikiHow
wikiHow是一个基于wiki的社区，网站有一个关于“怎么做”文章的外延数据库。 网站的所有内容的授权方式遵守知识共享（署名-非商业性使用-相同方式共享）。网站使用一个经过修改的MediaWiki 1.12版本。网站开始是作为已存在的eHow网站的一个扩展，至今已拥有56,000篇“怎么做”的文章。wikiHow致力于创建世界上最大的和顶级的“怎么做”指南。2009年3月，wikiHow已拥有一千六百万读者。

## 网站历史
2005年1月，eHow的所有者Jack Herrick和Josh Hannah创建了wikiHow——一个以创建世界上最大的“怎么做”指南为目标的协作式写作项目。eHow已经包含了数千种指南，而wikiHow可以让自愿供稿者们做得更大更好。2006年4月28日，eHow被出售，wikiHow则独立成为了www.wikihow.com  域名上的网站。
截至2009年1月，wikiHow的注册用户达到了125,239人。wikiHow的文章数在2009年1月28日达到了50,000篇。其中65名用户是管理员。

## 网站内容和文章格式
wikiHow是wiki，一种人人都能编辑的网站。wikiHow基于开源软件和内容开放许可模式，其内容由社区共有，并可以被自由使用。
任何wikiHow的访问者都可以创建新页面并撰写怎样做某件事的文章。wikiHow的文章遵循以下标准格式：概要、原料（酌情）、步骤，以及提示、警告、所需物品、相关“怎么做”文章的链接、参考文献和注释。为说明重要步骤或概念可以添加图片。当页面被提交之后，其他访问者可以编辑和修改页面。匿名贡献者和wikiHow用户社区共同合作来提高网站内容品質，修改或去除错误指令，恢复恶意修改，不過wikiHow也有一些很奇葩的條目，例如：如何撓腳心 ，如何贏得撓癢癢大戰等，甚至也有一些看似沒用但有趣的條目，例如：如何向貓咪道歉等。

## 商业模式
网站初创的资金一定程度上来源于Herrick出售eHow所得。现在它由网页上的广告收入支持，依据是"...有品位的广告是最不明显的支持我们运作的方式。"它认为请求是麻烦的，因而不寻求捐赠，并以一种“混合型机构”的形式运作——一个“以盈利为目的，以创造全球性公共财产为己任的公司”。同时，WikiHow下属的付费指南WikiHow Pro亦为其提供了一定量的资金。它允许社区成员离开并创建新社区，使用知识共享的署名-非商业性使用-相同方式共享授权方式。

### 可选关闭广告
WikiHow是少数允许读者选择是否显示广告的网站之一。透過点击按钮，读者可以关闭广告24小时。注册并登入的用户则不会看到广告。

## 对网站的批评
在启用知识共享授权方式之前，wikiHow早期的内容条款被批评为通过自愿供稿者牟利。网站还因非专业人员文章的可靠性（例如“如何停止自残”），或因为主题的微不足道（如“如何品尝黑巧克力”）被批评。